# 富士 (ウイスキー)
富士（ふじ）は、キリンディスティラリーが製造し、麒麟麦酒（二代目）が販売している純国産ウイスキー（日本洋酒酒造組合の定めるジャパニーズ・ウイスキーの表示基準に合致した商品）である。

## 概要
富士は2020年にシングルグレーンウイスキーとして販売された。富士御殿場蒸溜所で蒸留された原酒のみを使用したウイスキーである。
富士御殿場蒸留所ではグレーン原酒に3種類の蒸溜器を使用するなど、作り分けに定評があり、シングルグレーン・シングルブレンデッドにその能力が活かされている。2023年にはシリーズ初のシングルモルトを用いた「シングルモルトジャパニーズウイスキー 富士」が投入されたことにより事実上のラインアップが完成した。

## ラインナップ
2024年現在、シングルモルト、シングルグレーン、シングルブレンデッドが通年販売品として発売されている。この他にインターネット・蒸溜所売店で発売された限定品が存在する。
現行品（数量限定品を除く）
- シングルグレーンジャパニーズウイスキー 富士（ウイスキー、アルコール分 46%、2020年 - ）
  - 700ml瓶

- シングルブレンデッドジャパニーズウイスキー 富士（ウイスキー、アルコール分 43%、2022年 - ）
  - 700ml瓶

- シングルモルトジャパニーズウイスキー 富士（ウイスキー、アルコール分 46%、2023年 - ）
  - 700ml瓶